# Шамшадин (озеро)
Шамшадин (Шамсутди́н баш. Шәмсетдин, от антропонима Шәмсетдин; Шамшагин) — старица в левобережной пойме реки Белая, находится на севере Бирского района Башкортостана, в 1,5 км западнее районного центра города Бирска. Расположено на территории сельского поселения Кусекеевский сельсовет и городского поселения город Бирск.

## Общая характеристика
Длина озера составляет 8,3 км, ширина на разных участках варьируется от 150 до 400 м, средняя глубина 6—7 м, максимальная — 11,8 м. Площадь поверхности — 1,52 км². Высота над уровнем моря — 75 м. Озеро имеет вытянутую волнообразную форму, сориентированную с юго-запада на северо-восток. В половодье есть сток в реку Белая через протоку на северном берегу, а также постоянный приток с озера Бакакуль через протоку на южном берегу. Рядом с озером Шамшадин находится множество других, более мелких озёр (Бакакуль, Подворное, Большой Бакакуль и др.). Возле озера распространены вязово-дубовые леса, ольшаники и луга. Озеро является местом обитания 20 видов рыб и различных водоплавающих птиц.

## Охрана
С 17 августа 1965 года является памятником природы Республики Башкортостан. Площадь особо охраняемой природной территории составляет 320 га.
Объекты охраны:
- Популяции редких видов растений (кубышка малая, ирис желтый[2], гетеропедия простая (водоросль) и др.) и животных (большая выпь, скопа, орлан-белохвост и др.), занесённых в Красную книгу Республики Башкортостан[8].

Назначение ООПТ:
- Охрана и рациональное использование всего природного комплекса.
- Рекреационное назначение[8].

В 2007 году на хорошо выраженном мысу западного берега (полностью занятом базой отдыха УГАЭС «Ивушка») были выявлены следы древнего селища, которому затем было присвоено название «Шамсутдин-1» и статус археологического памятника.

## Значение
Живописное озеро, имеющее научное, рекреационное, эстетическое и природоохранное значение. На берегу озера расположен одноимённый дом отдыха и несколько лечебно-оздоровительных учреждений. Является популярным местом отдыха и любительской рыбалки среди жителей города Бирска.